# Ferlach

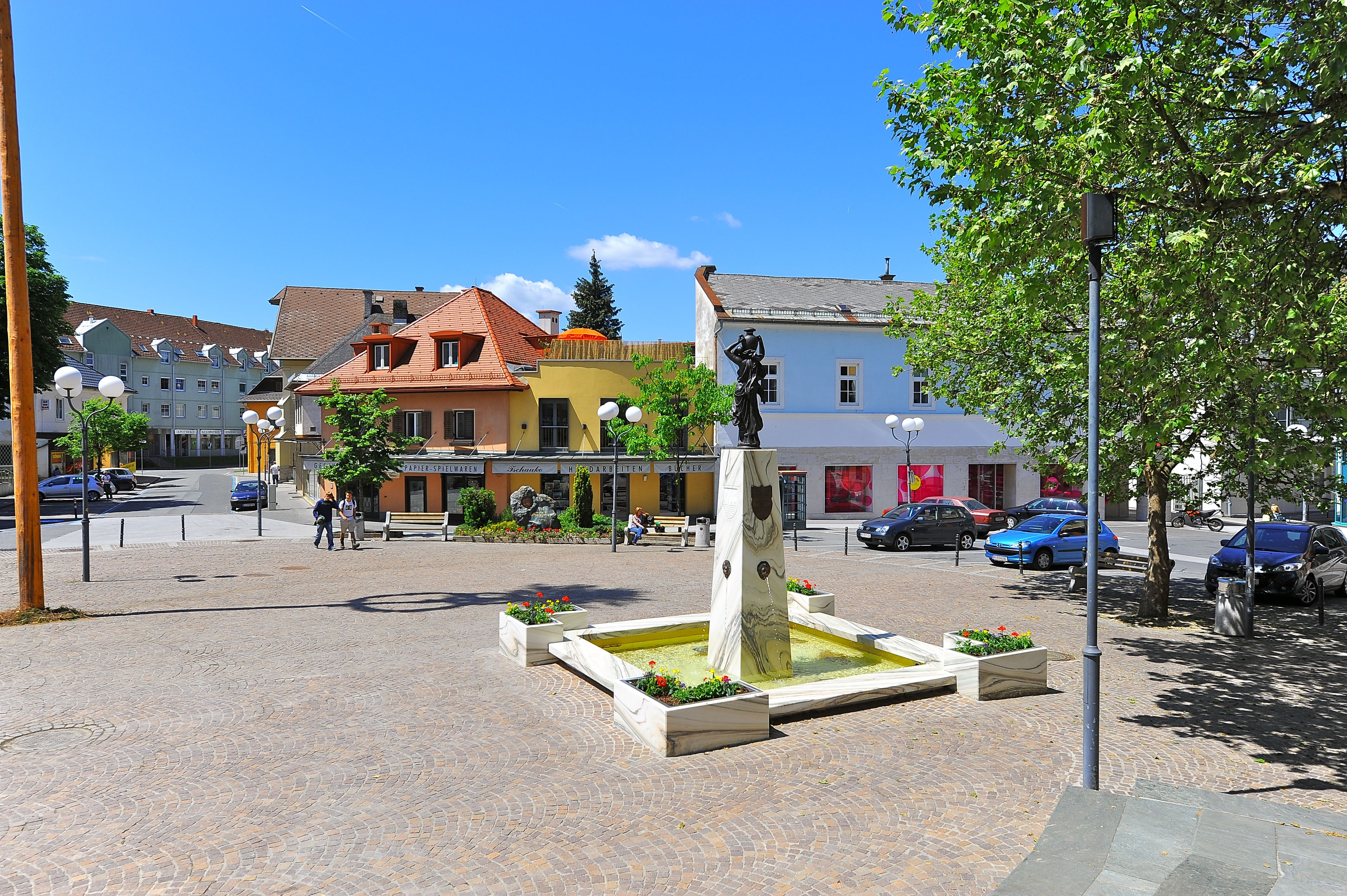
Hauptplatz in Ferlach

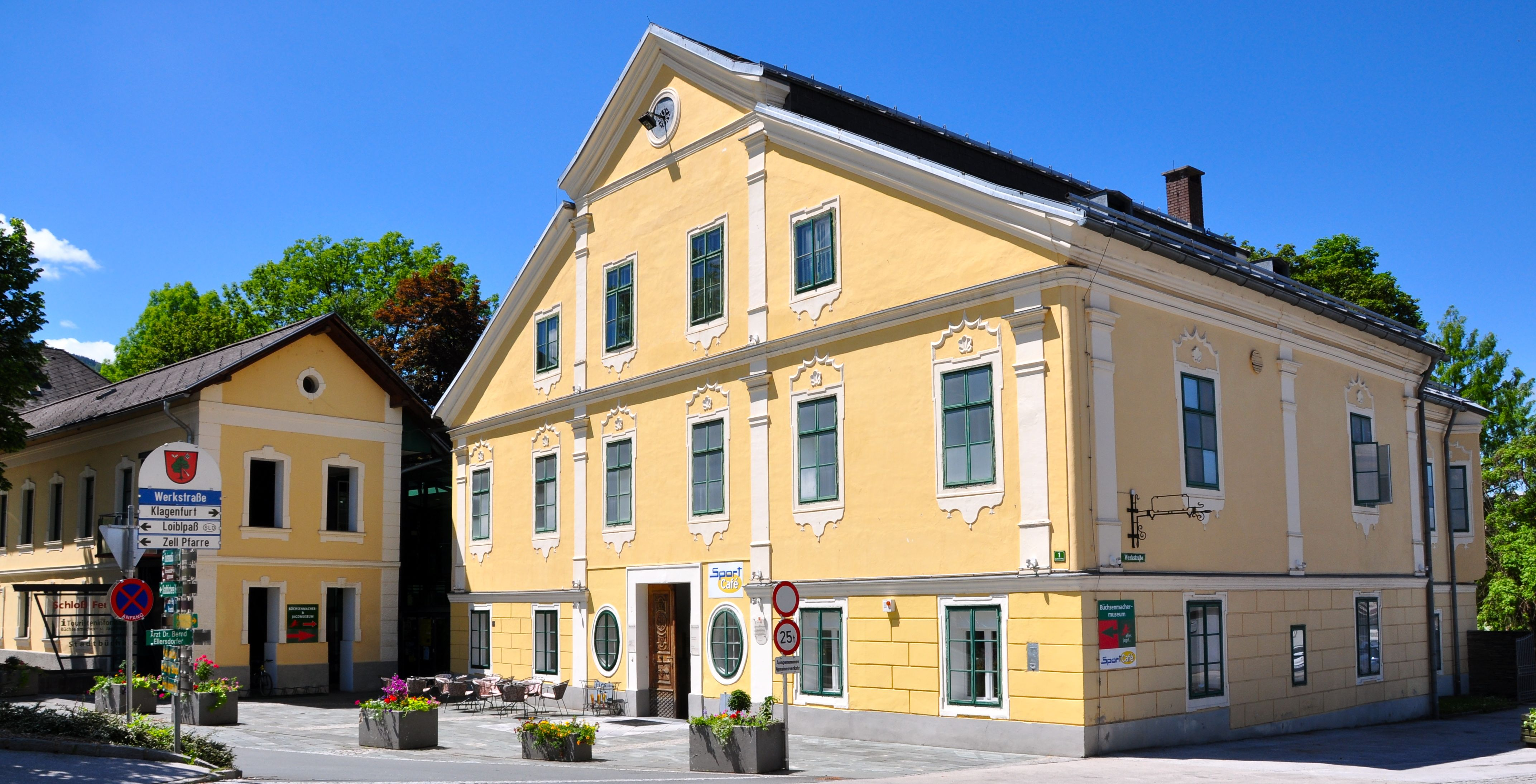
Schloss Ferlach

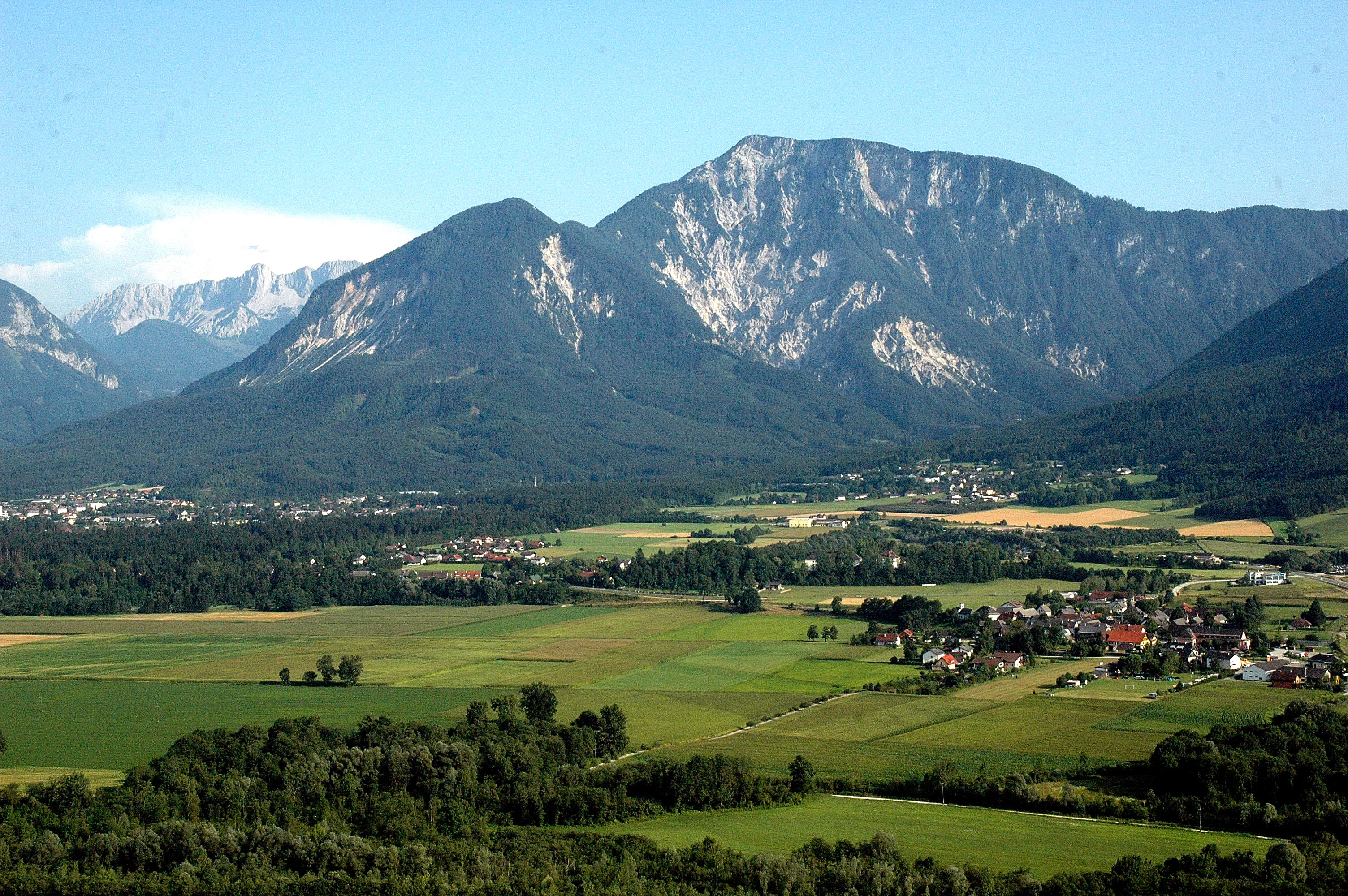
Ferlach von der Hollenburg aus

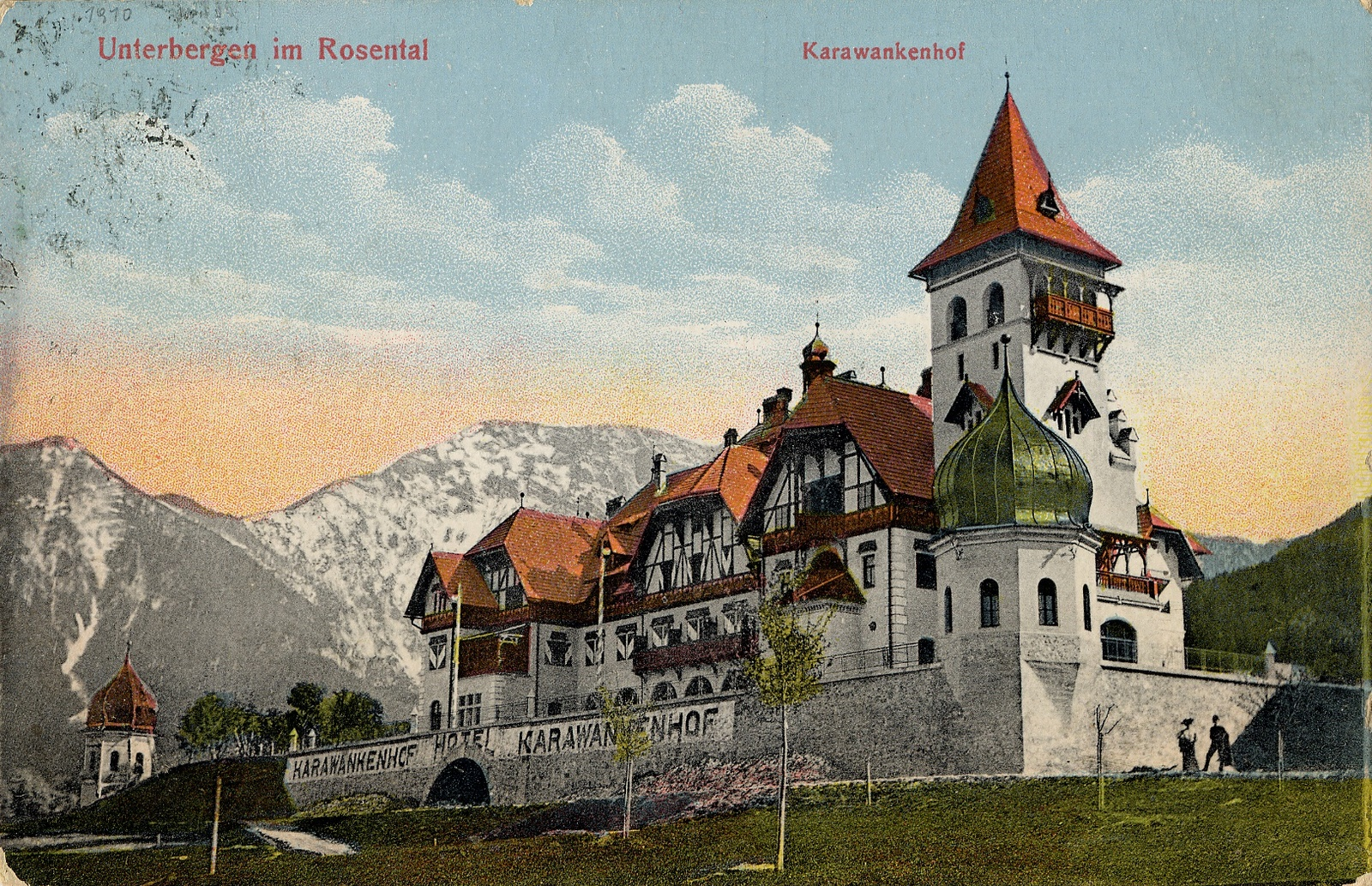
Hotel Karawankenhof in Unterbergen im Jahr 1900 (mittlerweile abgebrannt)

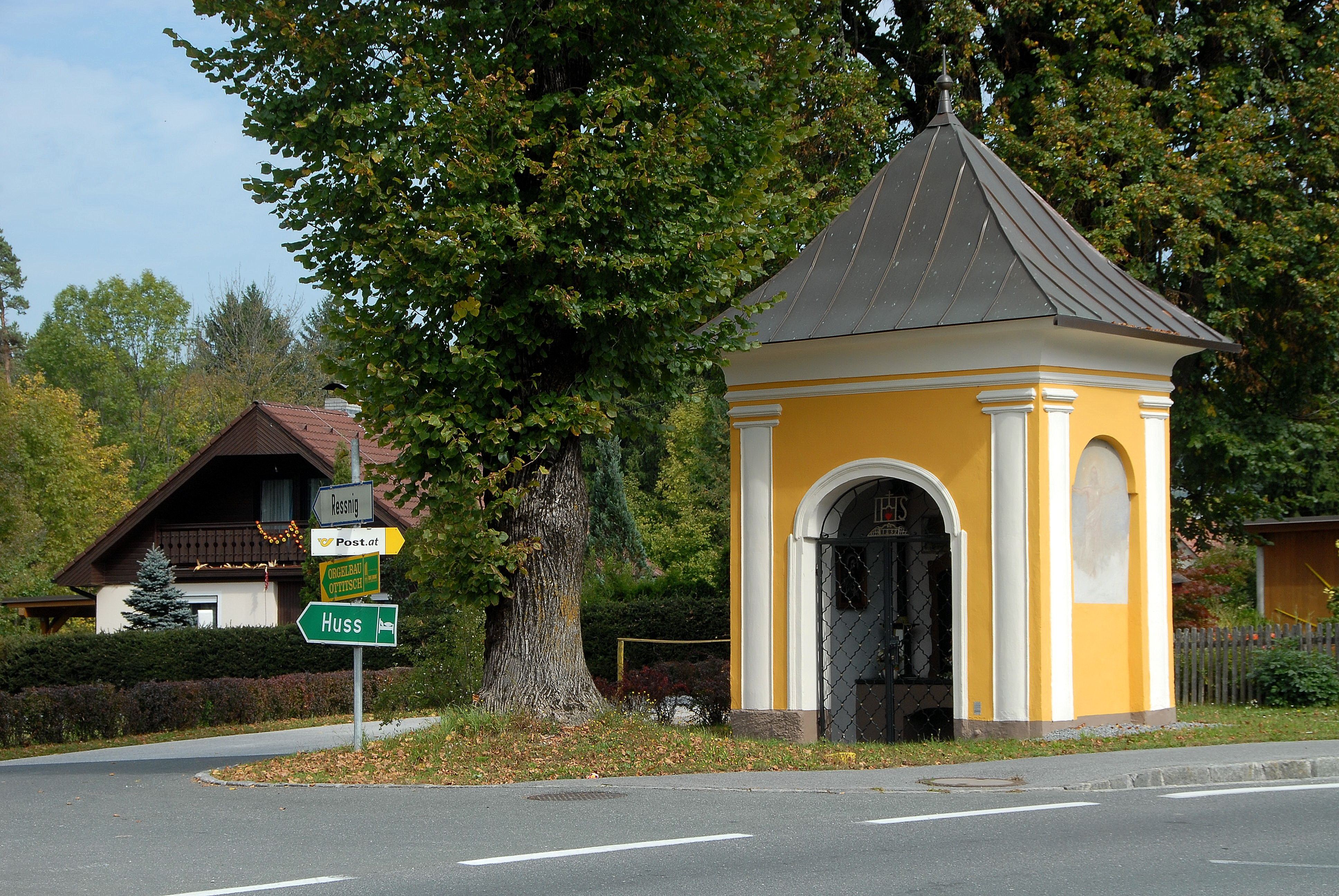
Historische Wegkapelle in Görtschach

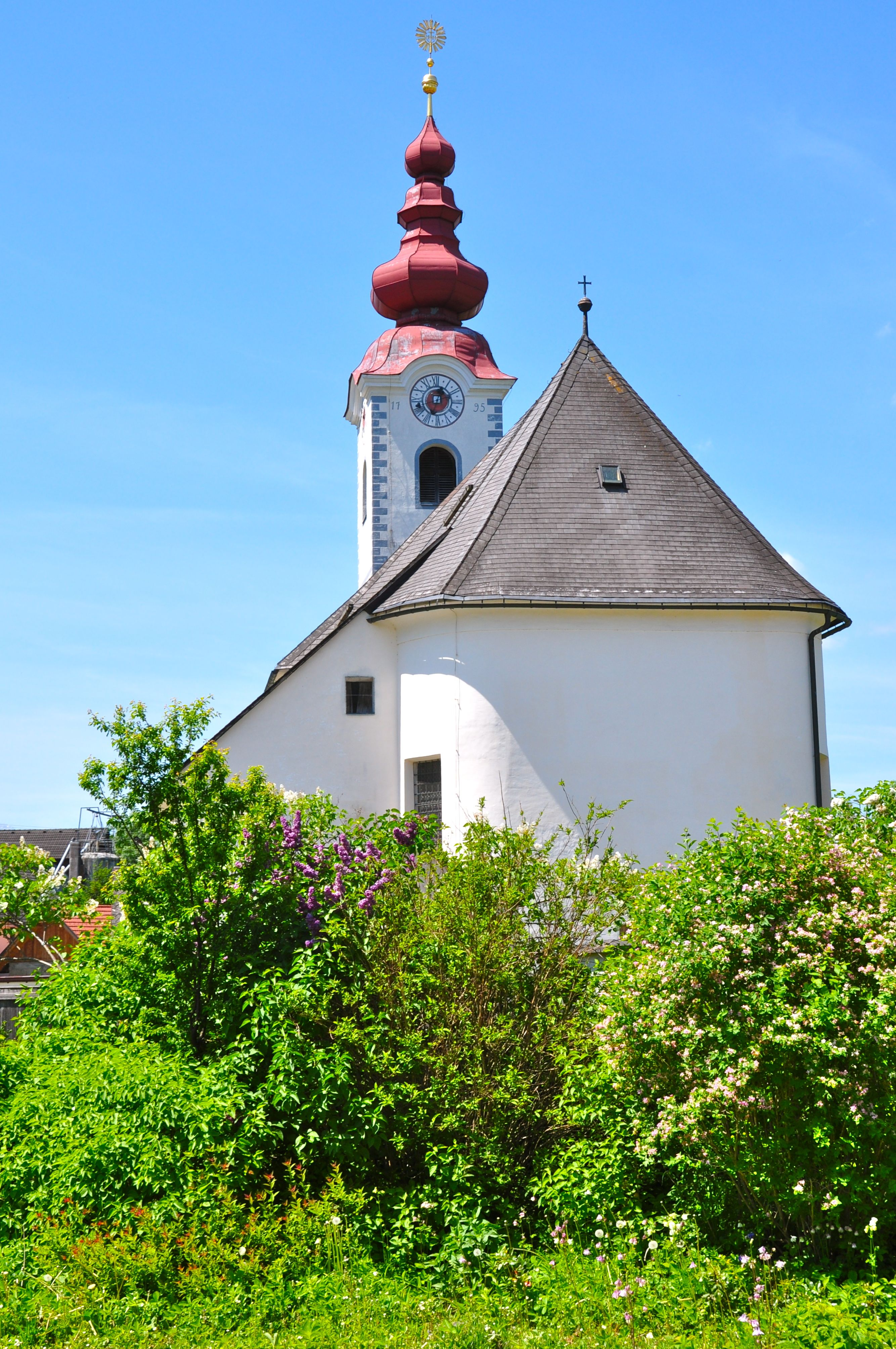
Pfarrkirche Hl. Zeno in Kappel an der Drau

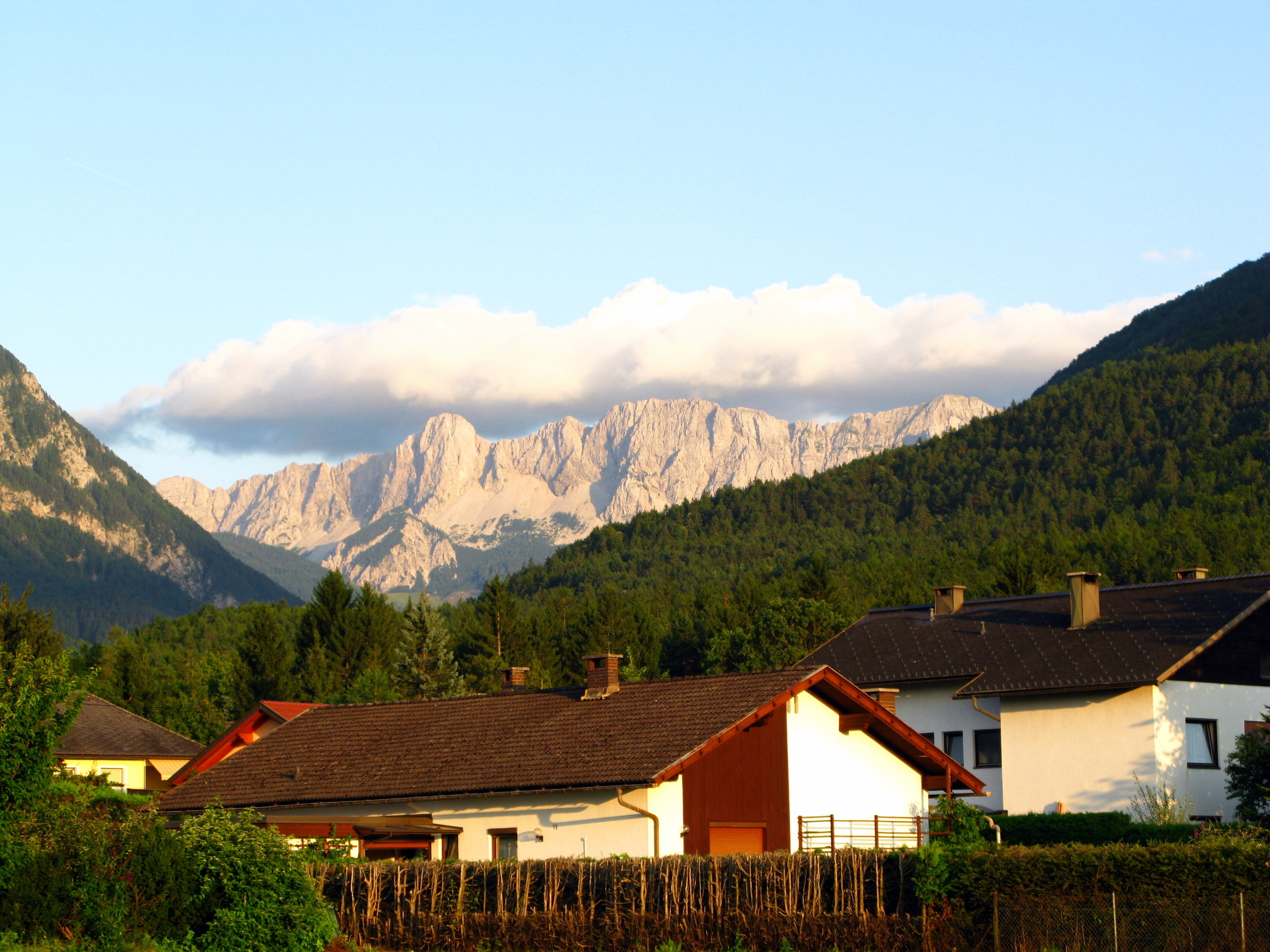
Blick von Dollich auf die Koschuta

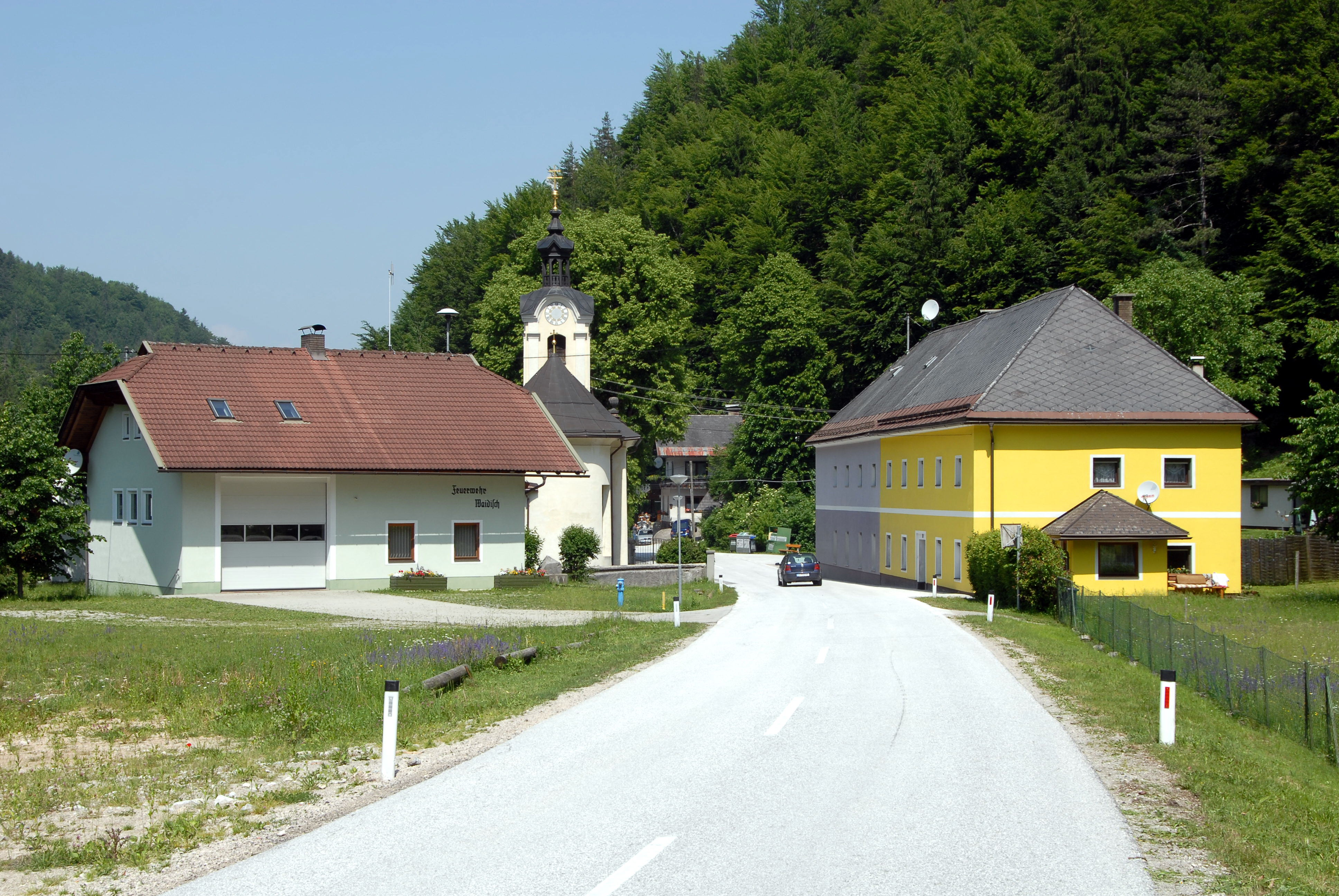
Waidisch

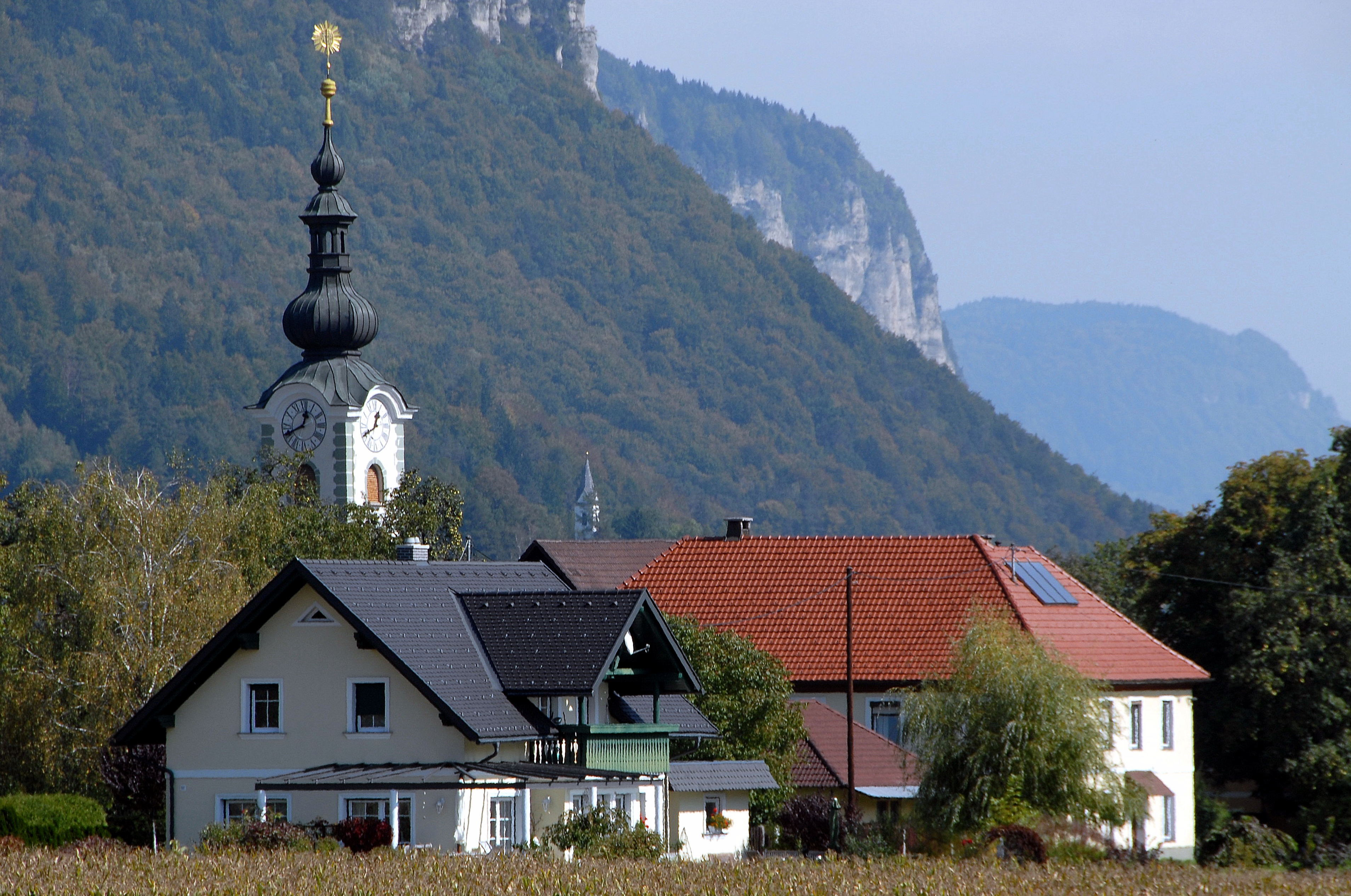
Glainach

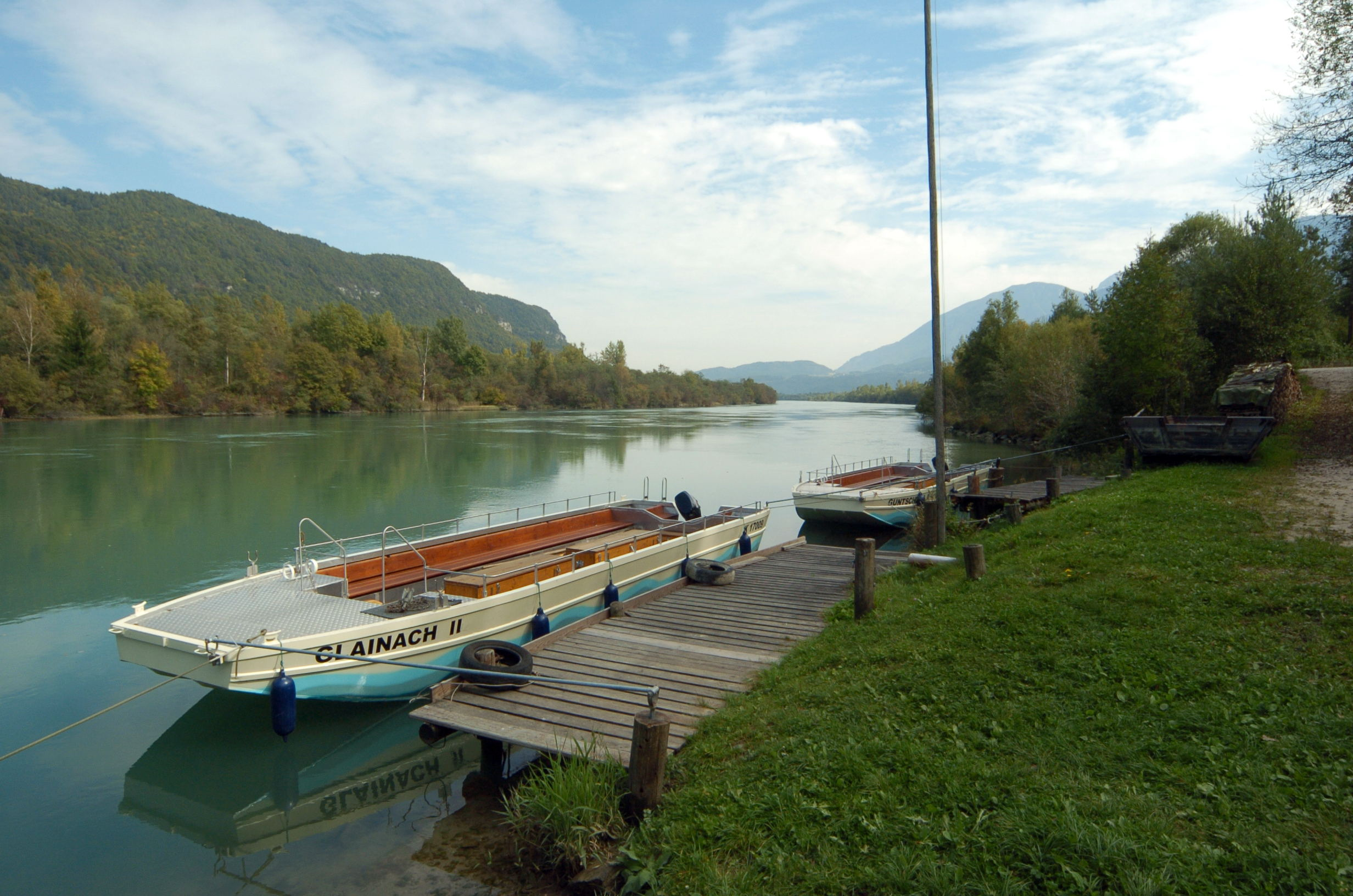
Drau-Fähren bei Glainach

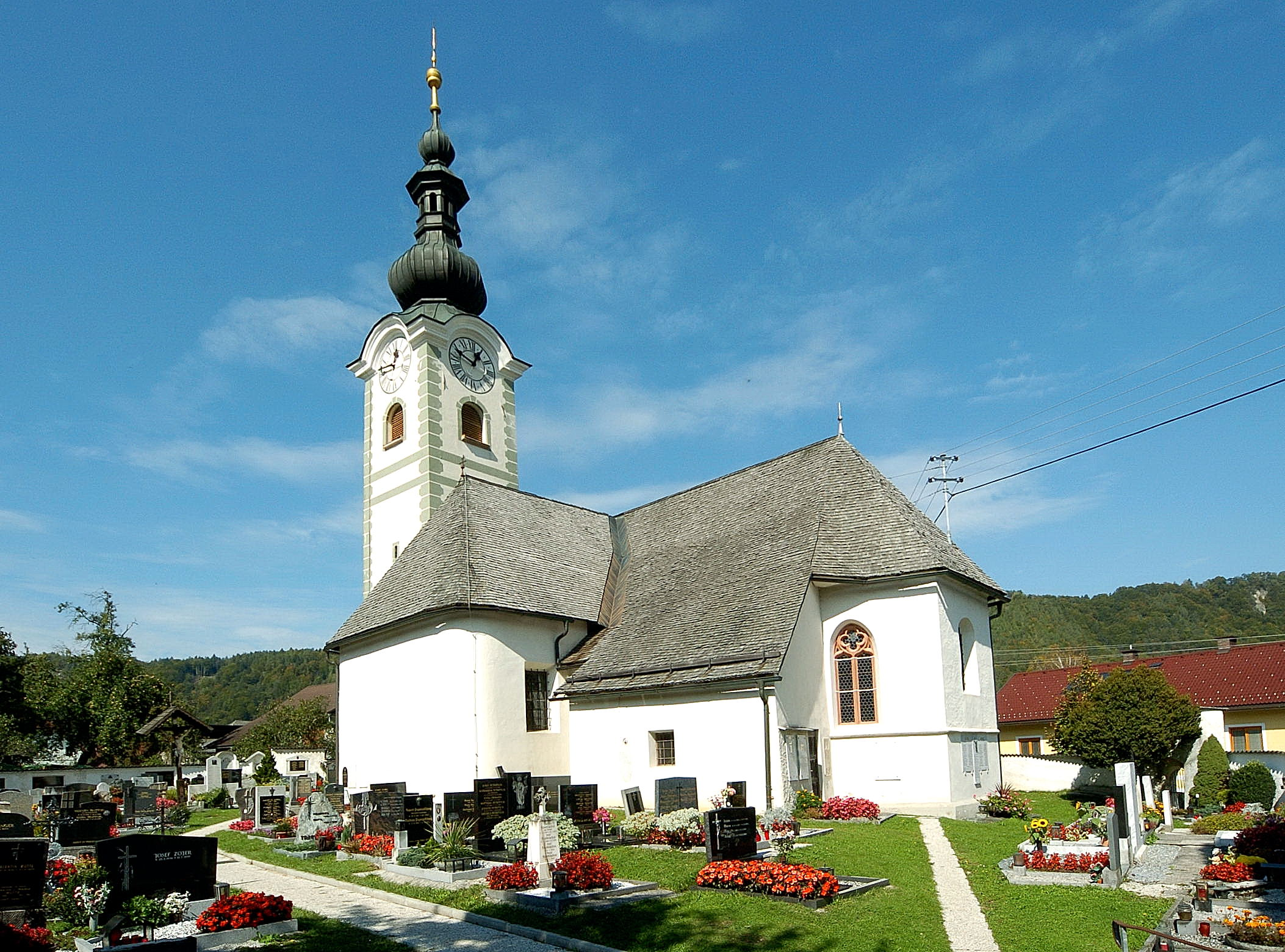
Pfarrkirche Glainach

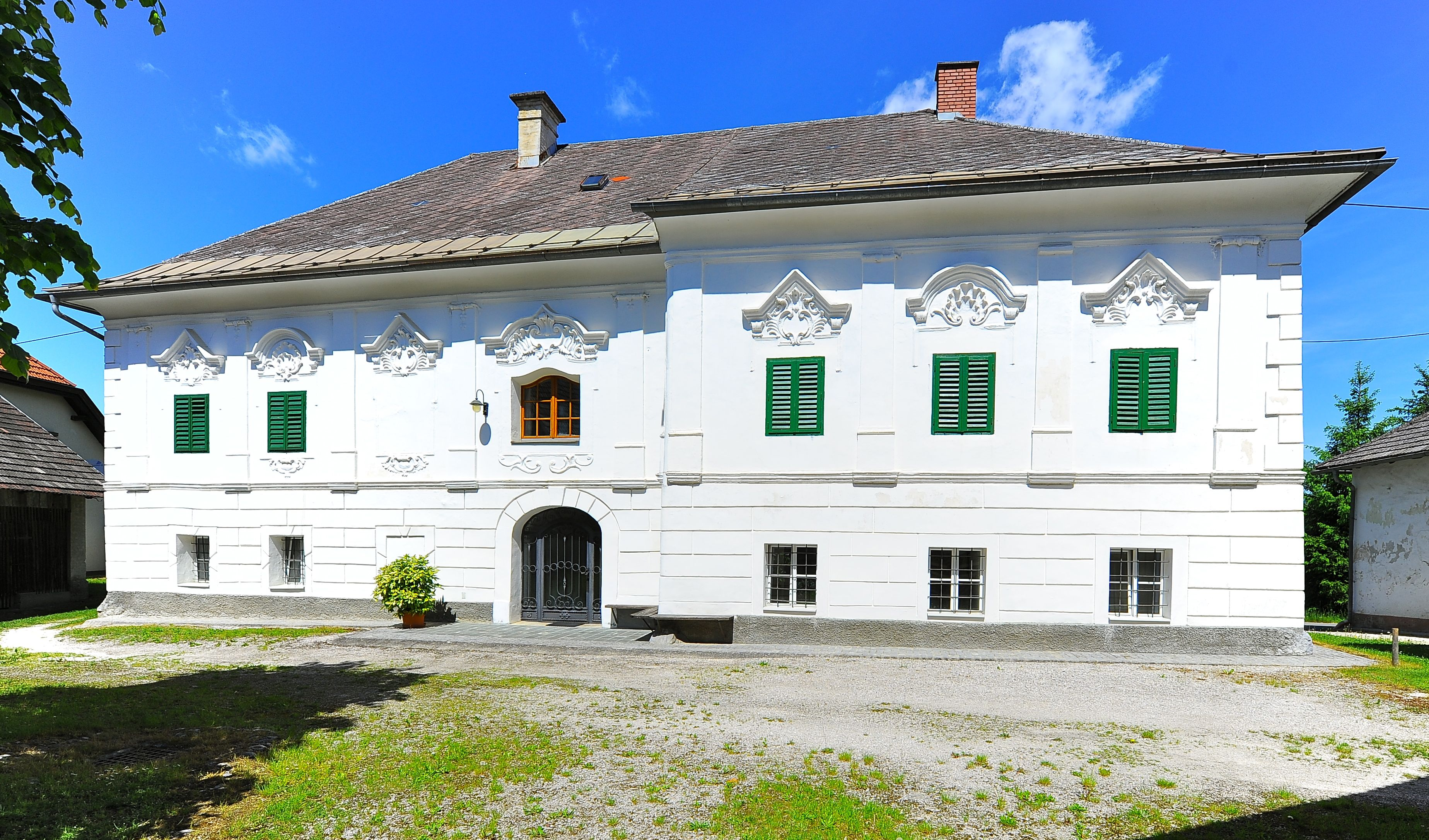
Kirschentheuer 29: Friedlstöckl

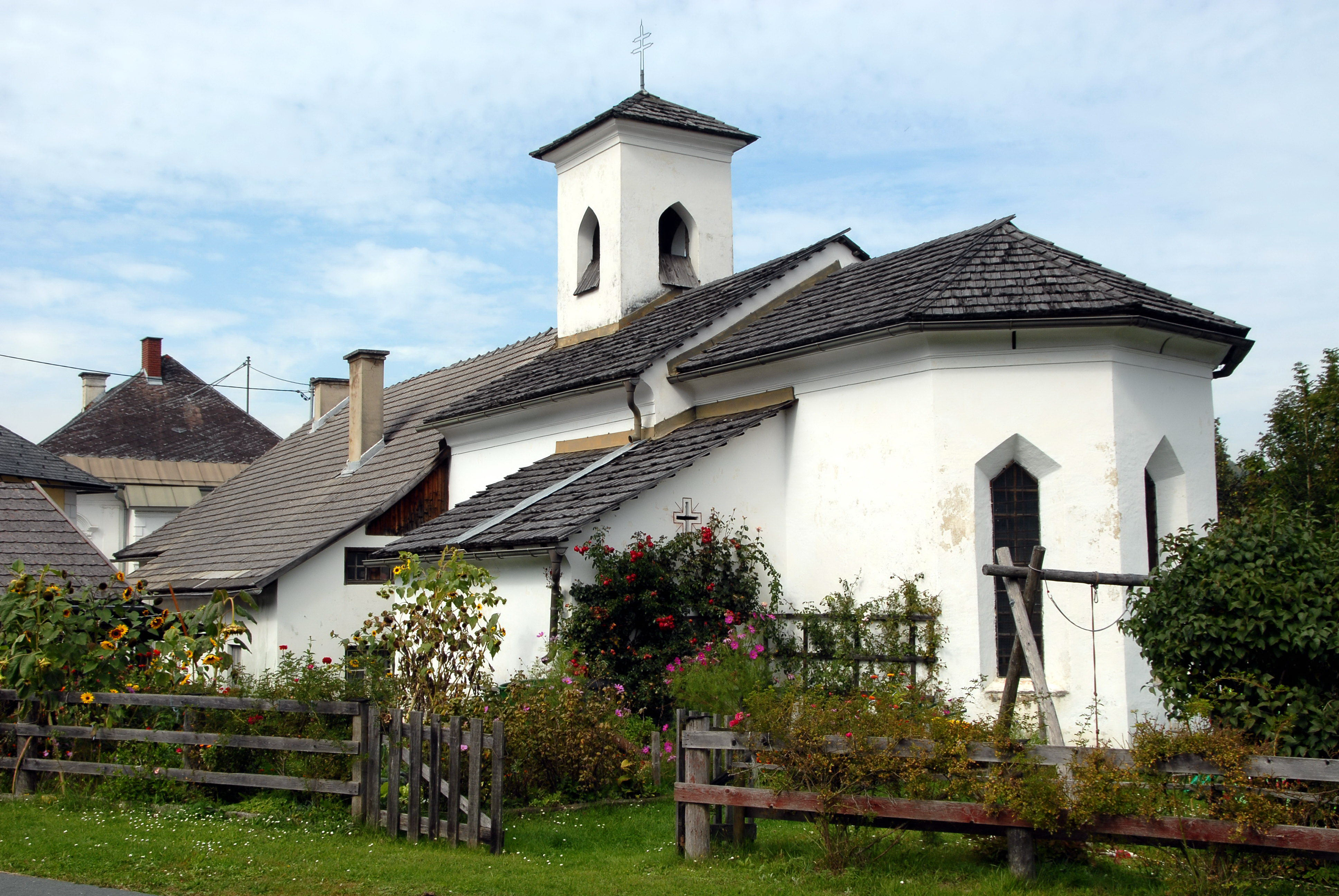
Kirschentheuer: Filialkirche Hl. Anna

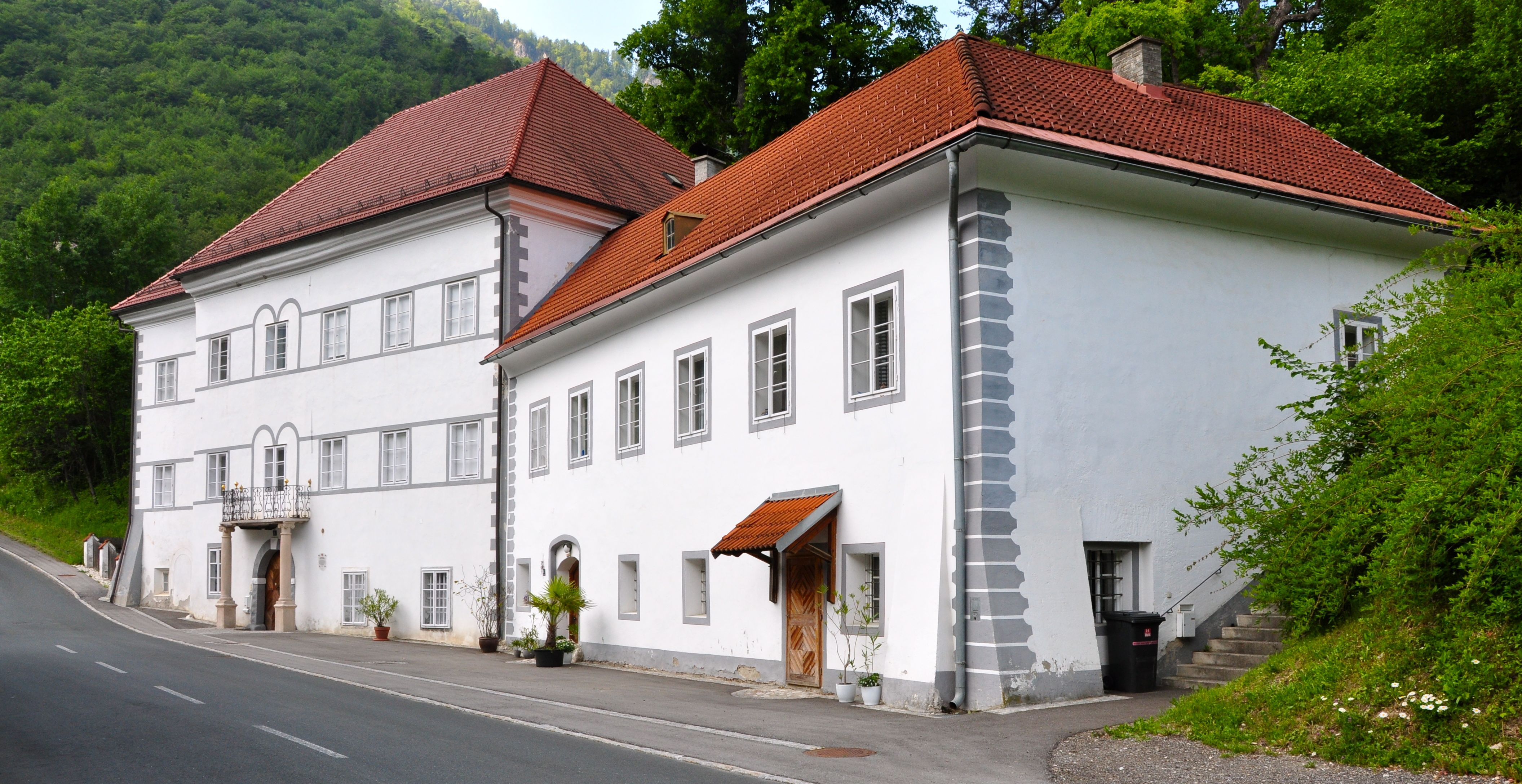
Unterloibl 31 und 44: Gewerkenhaus

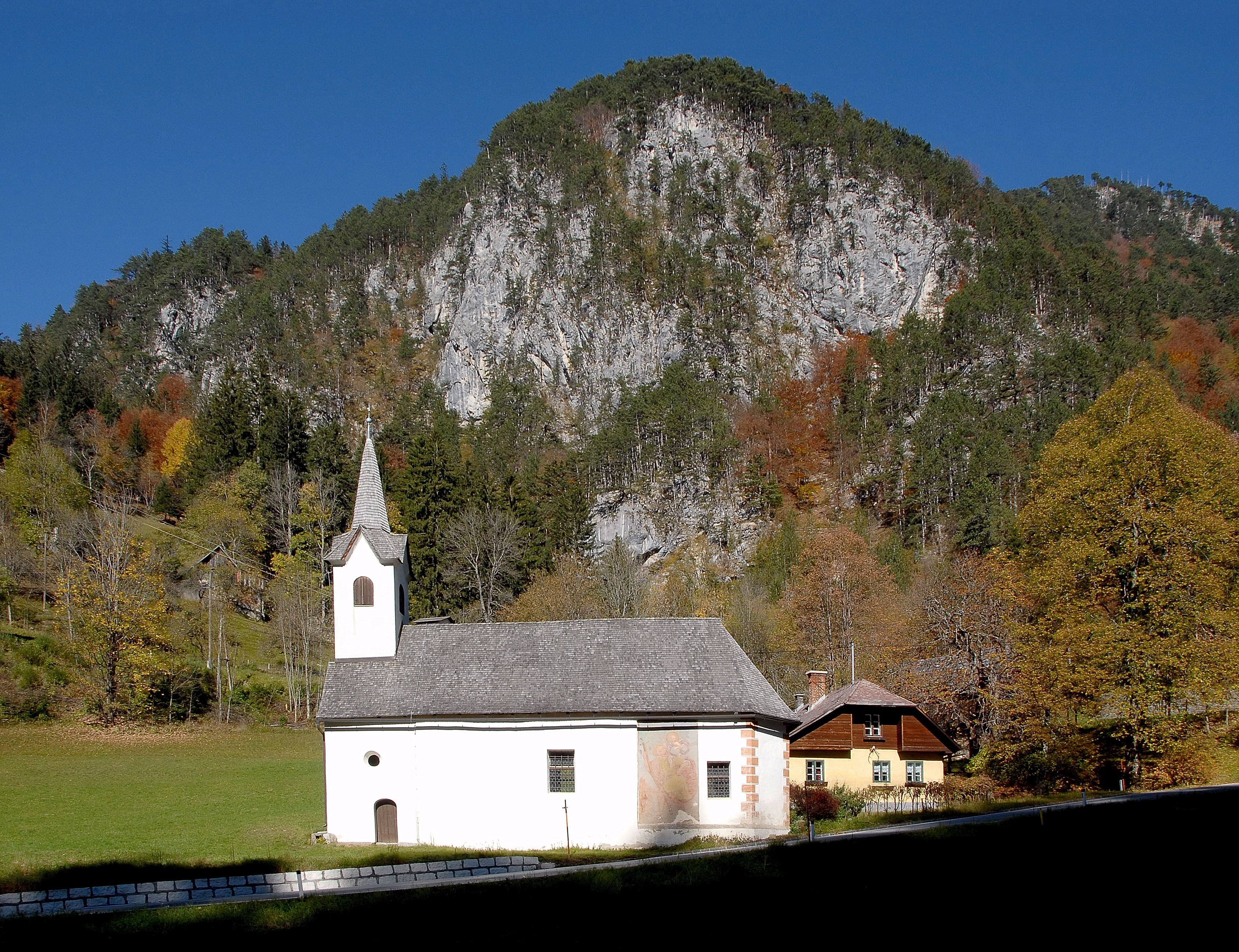
Filialkirche Hl. Magdalena auf der Sapotnica

Pfarrkirche Hl. Leonhard im Loibltal

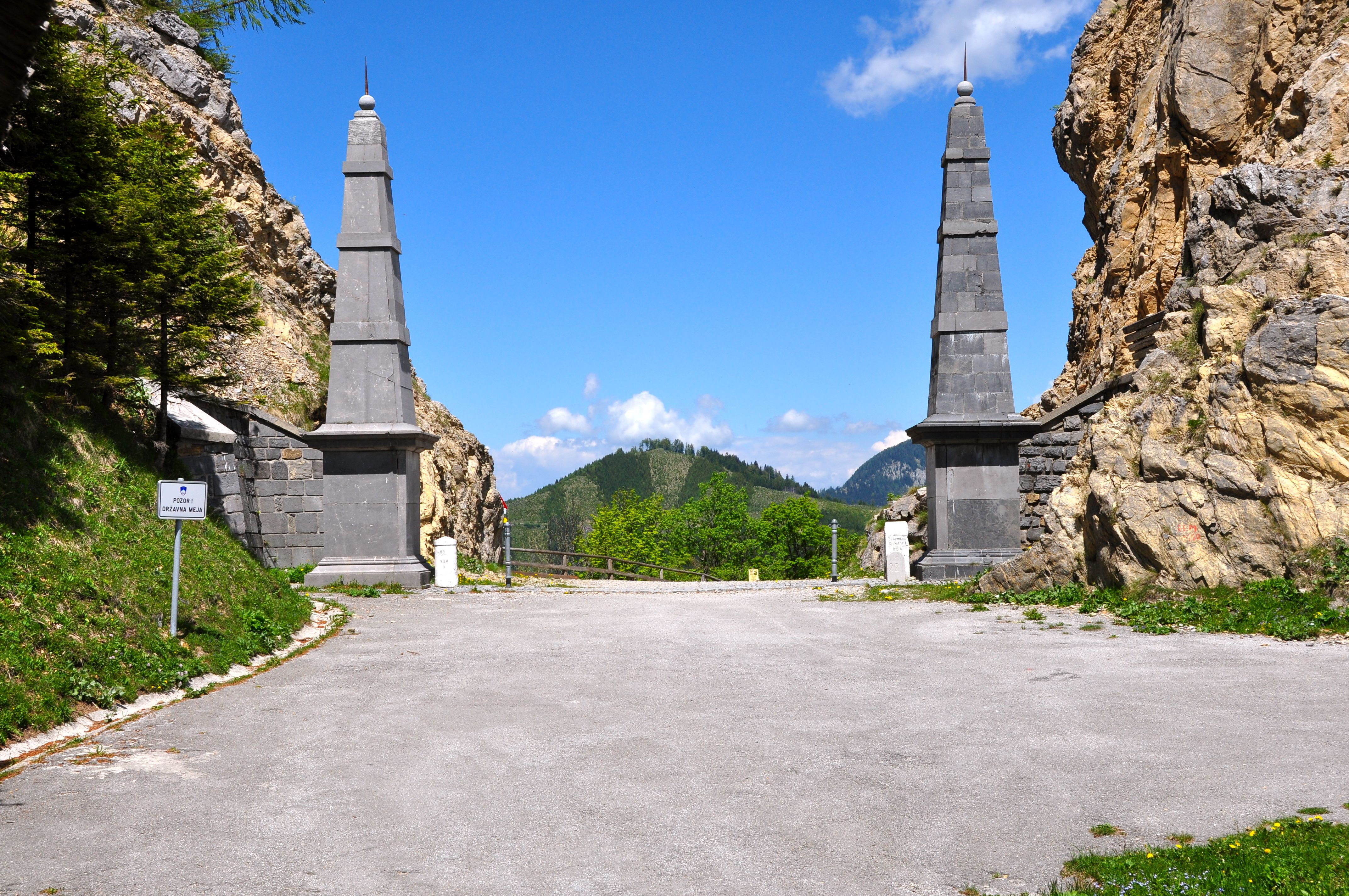
Alter Loiblpass mit Obelisken

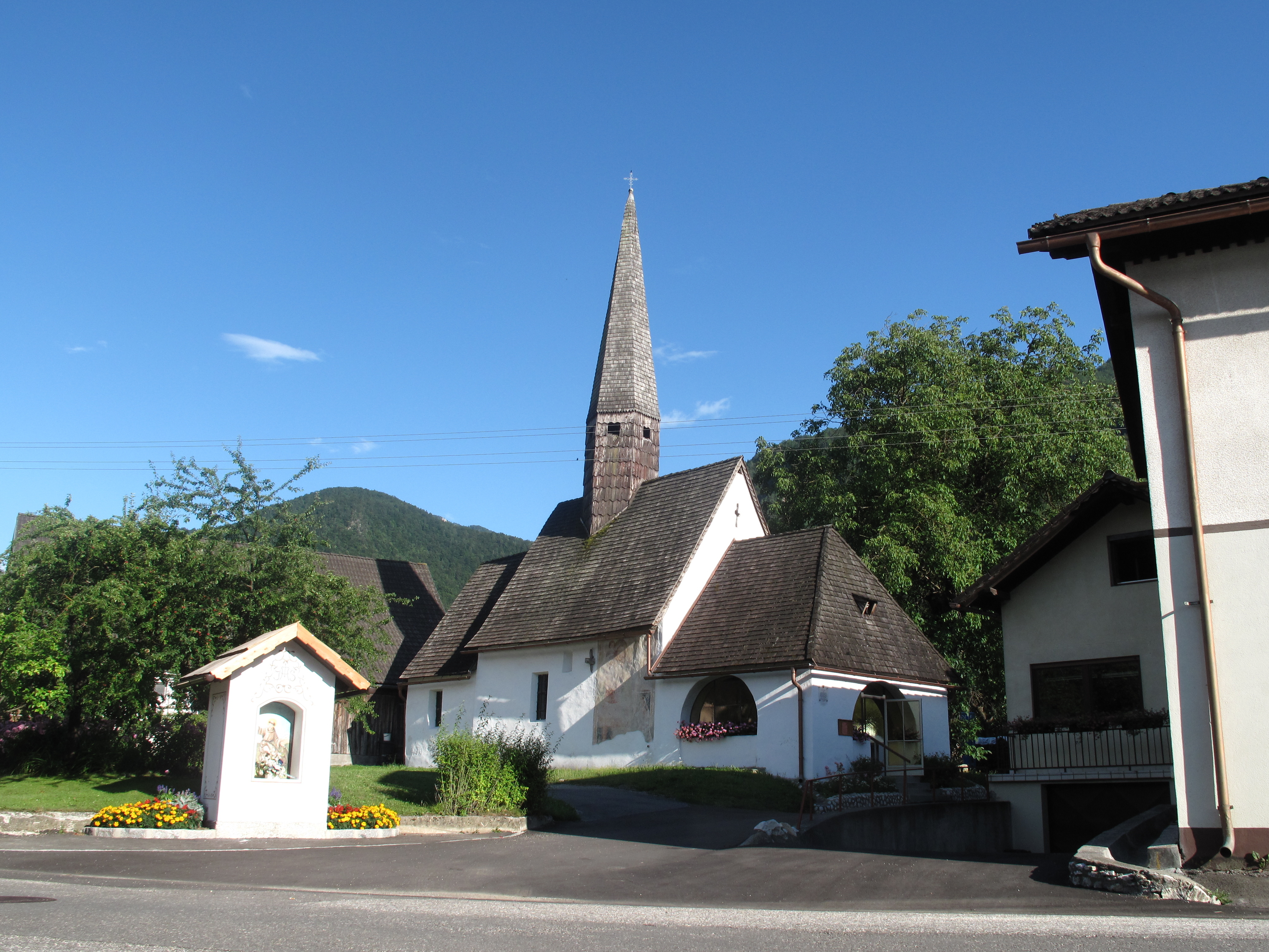
Seidolach, Kirche

Ferlach (slowenisch: Borovlje) in Kärnten ist die südlichste Stadtgemeinde Österreichs mit 7513 Einwohnern (Stand 1. Jänner 2025), Hauptort des Rosentals, Sitz eines Bezirksgerichtes und als Büchsenmacherstadt bekannt.

## Geographie
Ferlach liegt südlich von Klagenfurt (10 km Luftlinie, 18 km Straße) im Zentrum des Rosentals an der Drau, die hier zum Ferlacher Stausee aufgestaut ist. Nördlich von Ferlach zieht sich das Sattnitzgebirge, südlich erheben sich die Karawanken mit dem „Hausberg“ Ferlacher Horn (1840 m) und dem Singerberg (1589 m), zwischen denen der Loiblbach auf die Stadt zufließt.
Der höchste Punkt des Gemeindegebiets ist der Gipfel der Vertatscha (2181 m), der tiefste liegt bei der Ortschaft Laak (411 m).

### Klima
|                        | Jan  | Feb  | Mär  | Apr  | Mai  | Jun  | Jul  | Aug  | Sep  | Okt  | Nov  | Dez  |   |       |
| Mittl. Temperatur (°C) | −4,0 | −1,4 | 3,5  | 8,2  | 13,5 | 16,7 | 18,6 | 18,1 | 13,7 | 8,2  | 1,7  | −2,7 | ⌀ | 7,9   |
| Mittl. Tagesmax. (°C)  | 0,9  | 5,0  | 10,8 | 15,3 | 20,6 | 23,7 | 25,9 | 25,6 | 20,9 | 14,6 | 6,3  | 1,3  | ⌀ | 14,3  |
| Mittl. Tagesmin. (°C)  | −7,1 | −5,4 | −1,4 | 2,5  | 7,2  | 10,7 | 12,5 | 12,3 | 8,6  | 4,3  | −1,1 | −5,2 | ⌀ | 3,2   |
|                        |      |      |      |      |      |      |      |      |      |      |      |      |   |       |
| Niederschlag (mm)      | 52   | 50   | 70   | 99   | 104  | 134  | 137  | 120  | 123  | 118  | 115  | 80   | Σ | 1202  |
|                        |      |      |      |      |      |      |      |      |      |      |      |      |   |       |
| Sonnenstunden (h/d)    | 2,3  | 4,0  | 5,0  | 5,9  | 7,0  | 7,5  | 8,1  | 7,5  | 6,0  | 4,2  | 2,2  | 1,7  | ⌀ | 5,1   |
|                        |      |      |      |      |      |      |      |      |      |      |      |      |   |       |
| Regentage (d)          | 5,8  | 5,1  | 7,5  | 9,3  | 11,4 | 12,0 | 11,4 | 9,8  | 8,5  | 8,3  | 7,8  | 6,8  | Σ | 103,7 |

| −7,1 |

| −5,4 |

| −1,4 |

| 2,5 |

| 7,2 |

| 10,7 |

| 12,5 |

| 12,3 |

| 8,6 |

| 4,3 |

| −1,1 |

| −5,2 |

| −7,1 |

| −5,4 |

| −1,4 |

| 2,5 |

| 7,2 |

| 10,7 |

| 12,5 |

| 12,3 |

| 8,6 |

| 4,3 |

| −1,1 |

| −5,2 |

### Gemeindegliederung
Ferlach ist in neun Katastralgemeinden gegliedert (in Klammer die slowenischen Namen): Ferlach (Borovlje), Kappel an der Drau (Kapla ob Dravi), Kirschentheuer (Kožentavra), Unterloibl (Podljubelj), Waidisch (Bajdiše), Unterferlach (Medborovnica), Glainach (Glinje), Seidolach (Ždovlje) und Windisch Bleiberg (Slovenji Plajberg).
Das Gemeindegebiet umfasst folgende 27 Ortschaften (Einwohnerzahl Stand 1. Jänner 2025):
- Babniak (Babnjak) (39)
- Bodental (Poden) (148)
- Dörfl (Kajže) (21)
- Dornach (Trnje) (112)
- Ferlach (Borovlje) (4576)
- Glainach (Glinje) (67)
- Görtschach (Goriče) (313)
- Jaklin (Jaklin) (3)
- Kappel an der Drau (Kapla ob Dravi) (315)
- Kirschentheuer (Kožentavra) (252)
- Laak (Loka) (46)
- Laiplach (Liplje) (17)
- Loibltal (Brodi) (39)
- Otrouza (Otrovca) (69)
- Rauth (Rute) (4)
- Reßnig (Resnik) (210)
- Seidolach (Ždovlje) (68)
- Singerberg (Žingarica) (4)
- Strau (Struga) (269)
- Strugarjach (Strugarje) (8)
- Tratten (Trata) (74)
- Unterbergen (Podgora) (163)
- Unterferlach (Medborovnica) (285)
- Unterglainach (Vesca) (31)
- Unterloibl (Podljubelj) (223)
- Waidisch (Bajdiše) (74) samt Unter Waidisch
- Windisch Bleiberg (Slovenji Plajberk) (83)

Weitere Ortslagen sind die Rotte Waidisch und die Streusiedlung Plajberg.

### Nachbargemeinden
| Köttmannsdorf         | Maria Rain                                  | Ebenthal in Kärnten          |
| Feistritz im Rosental | Kompassrose, die auf Nachbargemeinden zeigt | Sankt Margareten im Rosental |
|                       | Žirovnica, Tržič                            | Zell                         |

## Geschichte
Der Ort Ferlach dürfte im 12. Jahrhundert entstanden sein. Die älteste urkundliche Erwähnung als Vörelach stammt aus dem Jahr 1246. Der Ortsname spielt auf die umliegenden Föhrenwälder (slow. Borovlje: Leute am Föhrenwald) an.
Ein eisenverarbeitendes Gewerbe ist für Ferlach seit dem 14. Jahrhundert nachweisbar und war durch die Erzvorkommen in den Karawanken und die Wasserkraft des Loibl- und des Waidischerbachs begünstigt. Die Entwicklung als Produktionsstätte für Waffen geht voraussichtlich auf die Erhebung Klagenfurts zur Landeshauptstadt um 1529 zurück. Vor dem Hintergrund von Türkeneinfällen und Bauernaufständen erhielt das 1514 fast völlig abgebrannte und wiederaufgebaute Klagenfurt von Kaiser Ferdinand I. ein städtisches Zeughaus, das entsprechend auszustatten war. Der Legende nach soll Ferdinand 1558 auch eine Hundertschaft Waffenschmiede aus Lüttich, damals in den Österreichischen Niederlanden gelegen, nach Kärnten geholt haben. In den Listen der Büchsenmacher konnte jedoch bisher kein einziger flämischer oder wallonischer Name identifiziert werden. Wie aus einer Anweisung Ferdinands von 1558 hervorgeht, wurden Hellebarden, Piken und Feuerwaffen zu diesem Zeitpunkt bereits in größeren Mengen erzeugt. Der Kaiser trug dem Laibacher Zeugwart Hans Tillhopff auf, bei „Hansen Pixenschmidt zu Hollenburg“ in Kärnten 400 „Topplhackhn und sovil spanische Ror“ zu bestellen. Die bislang frühesten Erwähnungen von Büchsenmachern finden sich in den Unterlagen der Herrschaft Hollenburg. 1551 wird der „puechsenschiffter“ Hans Glawitsch erwähnt, 1555 der Schlosser Hans Hueber und 1557 der „puchsenschmidt“ Hans Butsch. Im Jahre 1641 waren im Raum Ferlach rund 41 Meister tätig. Das Büchsenmachergewerbe erlebte in der Regierungszeit von Kaiserin Maria Theresia seinen Höhepunkt und erlangte Weltruhm. Bis zu 400 Meister sind in den Hollenburger Urbaren nachweisbar. Die Büchsenmacher rüsteten neben dem österreichischen Heer auch noch die Armeen von Frankreich, Spanien und der Türkei aus. In den darauffolgenden Jahrzehnten nahm die Nachfrage nach militärischen Waffen zunehmend ab, und so konzentrierte man sich in Ferlach auf die Produktion von Jagdwaffen. Die Ferlacher Jagdgewehre, die durchwegs handgefertigt sind, genießen noch heute einen hervorragenden Ruf.
Die Gemeinde konstituierte sich im Jahr 1850 unter dem Namen Oberferlach. 1880 hatte das Dorf 888 Einwohner. Davon waren 561 deutsch- (63 %) und 313 slowenischsprachig (35 %). Oberferlach war eine Sprachinsel mit einem überwiegend slowenischen Umland.
Anlässlich der Erhebung zum Markt im Jahr 1910 wurde die Gemeinde in Ferlach umbenannt. 1930 wurde das Stadtrecht verliehen. Eingemeindet wurden 1927 die Gemeinde Unterloibl, 1964 Unterferlach und 1973 Windisch Bleiberg.
Der 1905 geborene Ferlacher Büchsenmacher Ivan Dovjak war einer der 13 Widerstandskämpfer gegen den Nationalsozialismus in Kärnten, die am 9. April 1943 durch Roland Freisler, den Präsidenten des Volksgerichtshofes (VGH), zum Tode verurteilt und am 29. April 1943 im Wiener Landesgericht (Gefängnis) hingerichtet wurden.
Das KZ Loibl wurde ab März 1943 im Loibltal zu beiden Seiten des Loiblpasses als Außenstelle des KZ Mauthausen errichtet. Bis Kriegsende mussten hier rund 1800 Häftlinge und rund 400 Zivilisten einen Tunnel durch die Karawanken unter der Grenze zwischen Slowenien und Österreich graben. Dabei wurden 32 Insassen zu Tode geschunden oder vorsätzlich ermordet.
Nach der Kapitulation der Wehrmacht am 8. Mai 1945 kam es vom 10. bis 13. Mai zu heftigen Kämpfen in und bei Ferlach zwischen Partisanen einerseits und Slowenischer Landeswehr und SS-Verbänden andererseits. Zahlreiche Gebäude Ferlachs wurden in Brand geschossen.
Zwischen 3 und 50 slowenische Landeswehr-Männer wurden getötet, die Zahl der toten Partisanen schwankt zwischen 18 und 180. Sie wurden auf dem ehemaligen Ferlacher Friedhof – jetzt Gregoritschpark – begraben. Die Männer der Waffen-SS und der SS-Polizei, die gegen die slowenische Landwehr gekämpft hatten, hatten keine Verluste.
Zwischen 8. Mai und 24. Mai kam es in der Gegend von Ferlach zu mehreren Massakern. Das bekannteste Massaker ereignete sich am 13. Mai 1945 im Reichmannwald in Otrouza. Dort wurden 16 slowenische Flüchtlinge, darunter 3 Frauen, von Partisanen ermordet, sie liegen in der Massengrabanlage am Pfarrfriedhof von Glainach begraben.
Im Jahr 1997 fand in Ferlach die Kärntner Landesausstellung „alles Jagd… eine kulturgeschichte“ statt.
Im September 2023 wurde am Bahnhof der Nostalgiebahnen eine Gedenktafel enthüllt, die an die Deportation von Kärntner Slowenen, elf vertriebene Familien aus Ferlach/Borovlje, während des Nationalsozialismus im Zweiten Weltkrieg erinnern soll.

## Bevölkerung
Laut Statistik Austria mit Stichtag 31. Dezember 2011 hat die Stadtgemeinde Ferlach 7.272 Einwohner. Davon gehören 8 % der Volksgruppe der Kärntner Slowenen an.
Zur römisch-katholischen Kirche bekennen sich 81 % der Gemeindebevölkerung, zur evangelischen Kirche 3,5 % und zum Islam 4,0 %. Als konfessionslos bezeichnen sich 9,5 %.

### Bevölkerungsentwicklung
| Ferlach: Einwohnerzahlen von 1869 bis 2024          | Ferlach: Einwohnerzahlen von 1869 bis 2024 | Ferlach: Einwohnerzahlen von 1869 bis 2024 | Ferlach: Einwohnerzahlen von 1869 bis 2024 | Ferlach: Einwohnerzahlen von 1869 bis 2024 |
| --------------------------------------------------- | ------------------------------------------ | ------------------------------------------ | ------------------------------------------ | ------------------------------------------ |
| Jahr                                                |                                            |                                            |                                            | Einwohner                                  |
| 1869                                                | 1869                                       |                                            | 5.124                                      | 5.124                                      |
| 1880                                                | 1880                                       |                                            | 5.307                                      | 5.307                                      |
| 1890                                                | 1890                                       |                                            | 5.797                                      | 5.797                                      |
| 1900                                                | 1900                                       |                                            | 6.064                                      | 6.064                                      |
| 1910                                                | 1910                                       |                                            | 6.758                                      | 6.758                                      |
| 1923                                                | 1923                                       |                                            | 6.409                                      | 6.409                                      |
| 1934                                                | 1934                                       |                                            | 6.451                                      | 6.451                                      |
| 1939                                                | 1939                                       |                                            | 6.362                                      | 6.362                                      |
| 1951                                                | 1951                                       |                                            | 6.923                                      | 6.923                                      |
| 1961                                                | 1961                                       |                                            | 7.282                                      | 7.282                                      |
| 1971                                                | 1971                                       |                                            | 7.711                                      | 7.711                                      |
| 1981                                                | 1981                                       |                                            | 7.623                                      | 7.623                                      |
| 1991                                                | 1991                                       |                                            | 7.464                                      | 7.464                                      |
| 2001                                                | 2001                                       |                                            | 7.602                                      | 7.602                                      |
| 2011                                                | 2011                                       |                                            | 7.273                                      | 7.273                                      |
| 2021                                                | 2021                                       |                                            | 7.255                                      | 7.255                                      |
| 2024                                                | 2024                                       |                                            | 7.464                                      | 7.464                                      |
| Quelle(n): Statistik Austria, Gebietsstand 1.1.2021 |                                            |                                            |                                            |                                            |

## Kultur und Sehenswürdigkeiten
- Mit 2010 wurde das traditionelle Büchsenmacherhandwerk als Ferlacher Büchsenmacher zum Immateriellen Welterbe, wie es die UNESCO deklariert, im nationalen Verzeichnis des Immateriellen Kulturerbe in Österreich erklärt.[11]

### Museen
- Büchsenmacher- und Jagdmuseum im Schloss Ferlach
- Carnica-Bienenmuseum in Kirschentheuer
- Historama, Museum für Technik und Verkehr[12]
- Museum der Kärntnerischen Eisen- und Stahlwerke (KESTAG) im Rahmen des Historama
- Haus Loibltal 1

### Bauwerke
- Schloss Ferlach
- Katholische Pfarrkirche Ferlach hl. Martin
- Katholische Pfarrkirche Glainach hl. Valentin
- Katholische Pfarrkirche Kappel an der Drau
- Katholische Filialkirche Dollich hl. Josef
- Katholische Pfarrkirche Waidisch hl. Antonius
- Katholische Pfarrkirche Windisch Bleiberg hl. Erhard
- Bezirksgericht Ferlach

### Objekt zum Thema „Kärntner Volksabstimmung 1920“ in Reßnig
Die Idee eines Denkmals zur Erinnerung an die Kärntner Volksabstimmung stammt vom Künstler Rolf Gutenberger. Die technische Umsetzung erfolgte durch den Kunstschmied Markus Pirker unter Mithilfe der HTBL Ferlach. Symbolhafte Darstellung der neun Bundesländer Österreichs in Anlehnung an die Form des Zauberwürfels. Das südlichste Bundesland Kärnten droht aus der Formation zu kippen und wird durch die zwei Figuren in die ursprüngliche Position zurückgeschoben. Diese beiden Figuren symbolisieren den deutschen und windischen Kärntner, die gemeinsam für die Heimat kämpften und mit den grünen Stimmzetteln dazu beitrugen, dass Kärnten bei Österreich verblieb. Der Durchbruch auf der Herzseite steht für die Abstimmungszettel („Gesinnung im Herzen tragend“), das Kiesbett als Symbol für die Drau. Der Stein, auf dem das Projekt ruht, ist Krastaler Marmor.

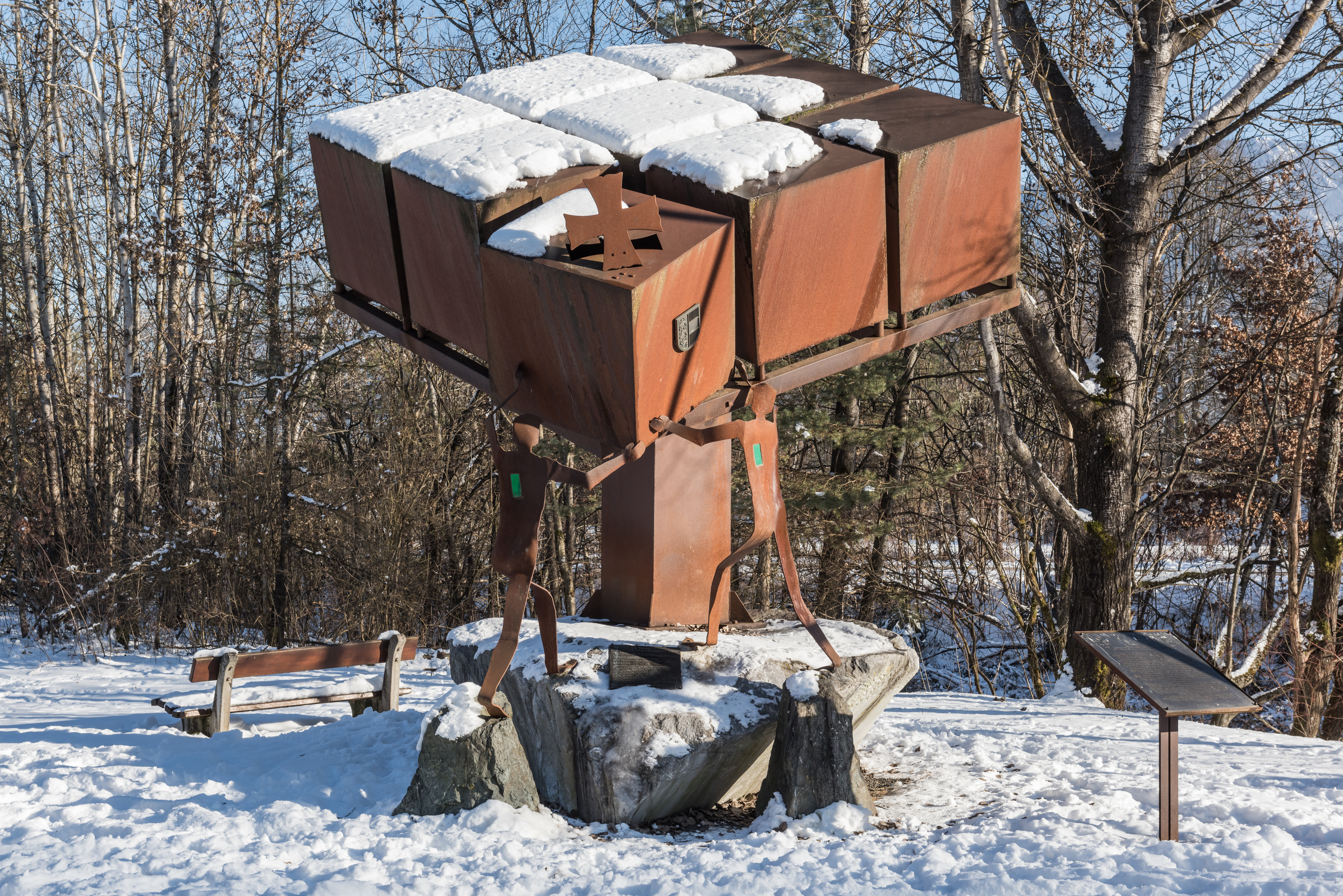
Denkmal „Kärntner Volksabstimmung 1920“
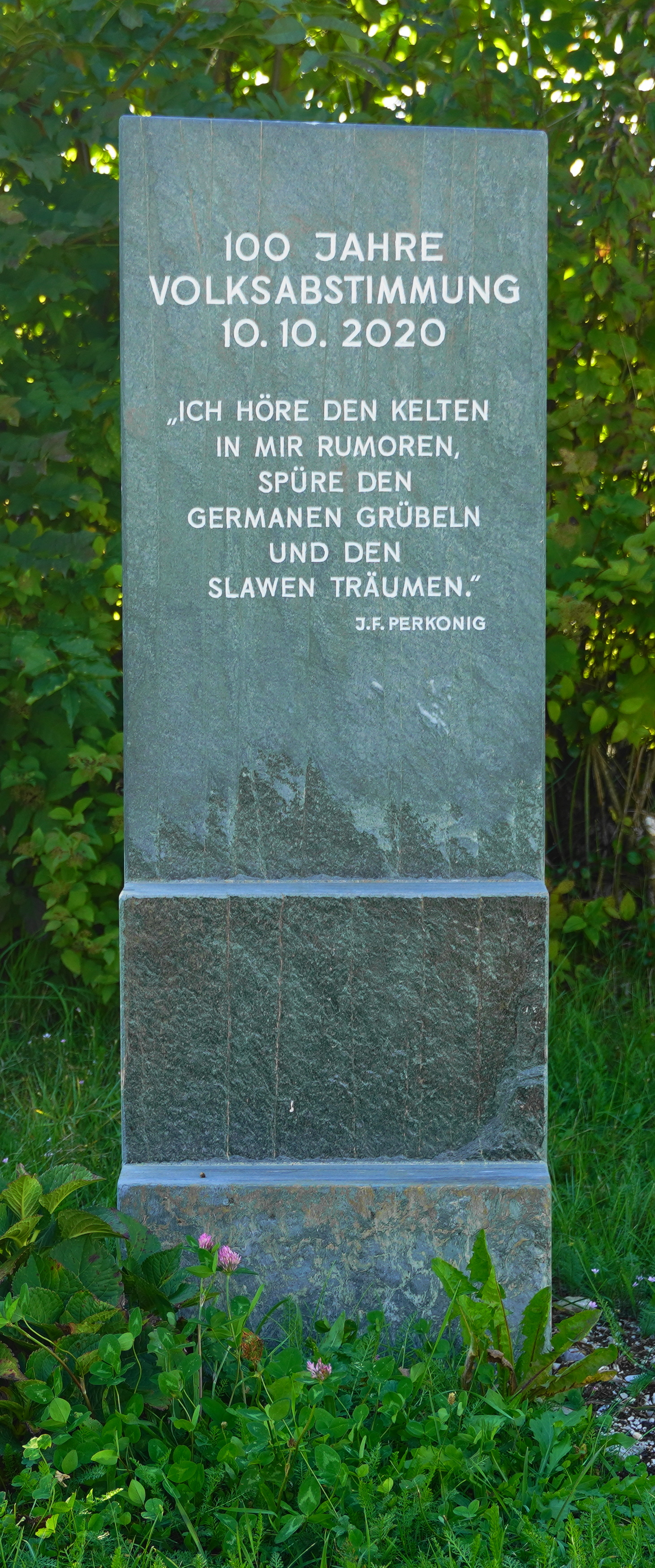
100 Jahre Kärntner Volksabstimmung, Denkmal 10.10.2020

### Natur
- Tscheppaschlucht
- Drau-Stausee bei Glainach mit sommerlichem Fährbetrieb
- Badesee in Reßnig
- Bodental

Eine großteils unasphaltierte Fahrstraße führt von Windisch Bleiberg ins Bärental und erreicht am sogenannten Krischnig-Sattel im Ortsteil Strugarjach mit 1086 m Seehöhe ihren Kulminationspunkt. Der Krischnig-Sattel liegt zwischen zwei Vorbergen der Karawanken, im Norden der Sinacher Gupf (1577 m) und im Süden der weniger bekannte Ausläufer des Kosiak (2024 m), der Große Rain (1464 m). Bis dorthin ist sie öffentlich befahrbar, die als privat gekennzeichnete, ins Bärental weiterführende Straße ist im Bereich Stornig-Gehöft mit einem Schranken abgesperrt und einem Fahrverbot beschildert. Wandern ist jedoch allzeit möglich. Naturfreunde aus der näheren und auch weiteren Umgebung nutzen den Sinacher Gupf als Ausflugsziel, von dessen Gipfel sich ein Ausblick auf das nördlich gelegene Rosental sowie den Sattnitz-Höhenzug bietet. Ein weiteres Highlight ist die Wanderung zum Talschluss des Bodentales mit der „Märchenwiese“ unter den mächtigen Felswänden der Vertatscha; im Winter endet hier auch die Langlaufloipe, die beim Gasthaus Sereinig beginnt und etwa 150 Höhenmeter überwindet.

### Sport und Freizeit
Der bekannteste Sportverein ist der SC Ferlach, dessen Handballsektion in der Saison 2020/21 in der höchsten österreichischen Spielklasse, der HLA, spielte.
Durch die Ortschaft Waidisch und über das Ferlacher Horn verläuft der Südalpenweg, ein österreichischer Weitwanderweg von Bad Radkersburg nach Sillian. Zwischen dem Matschacher Sattel und dem Eselsattel verlaufen auch der Kärntner Grenzweg, der Panoramaweg Südalpen und der Julius Kugy Alpine Trail, Etappe 2 (ÖAV/Landesverband Kärnten).

## Wirtschaft und Infrastruktur

### Wirtschaftssektoren
Von den 212 landwirtschaftlichen Betrieben des Jahres 2010 wurden 172 im Nebenerwerb geführt. Über sechzig Prozent der Produktionsbetriebe stellten Waren her, fast ein Drittel waren Baufirmen. Die größten Arbeitgeber waren die Bereiche Warenherstellung (864 Erwerbstätige) im Produktionssektor sowie soziale und öffentliche Dienste (525 Mitarbeiter) und Handel (278 Mitarbeiter) im Dienstleistungssektor (Stand 2011).
| Wirtschaftssektor            | Anzahl Betriebe | Anzahl Betriebe | Anzahl Betriebe | Erwerbstätige | Erwerbstätige | Erwerbstätige |
| Wirtschaftssektor            | 2021            | 2011            | 2001            | 2021          | 2011          | 2001          |
| ---------------------------- | --------------- | --------------- | --------------- | ------------- | ------------- | ------------- |
| Land- und Forstwirtschaft 1) | 61              | 212             | 272             | 96            | 72            | 57            |
| Produktion                   | 101             | 85              | 84              | 1730          | 1110          | 1062          |
| Dienstleistung               | 387             | 349             | 264             | 1549          | 1235          | 1273          |

1) Betriebe mit Fläche in den Jahren 2010 und 1999, Arbeitsstätten im Jahr 2021

### Handwerk
Seit 500 Jahren ist Ferlach ein Zentrum der handwerklichen Jagdwaffenherstellung. Ein Schwerpunkt der Arbeit der Büchsenmacher sind hochwertige Stutzen.

### Bildung
- Berufsschule Ferlach
- HTBLuVA Ferlach
- Neue Mittelschule Ferlach
- Volksschulen (VS 1, VS 2 Süd, VS 3)

### Verkehr
Durch das Gemeindegebiet von Ferlach führen die Loiblpass Straße (B 91) als Verbindungsstraße von Klagenfurt nach Tržič (Neumarktl) sowie die Rosental Straße (B 85).
Die Rosentalbahn führt über Maria Rain nach Weizelsdorf, von wo die Lokalbahn Ferlach-Weizelsdorf abzweigt, und weiter bis nach Rosenbach, wo sie mit der Karawankenbahn zusammentrifft.
Bis Mitte der 1950er Jahre wurde der Bahnhof Ferlach noch im Personenverkehr bedient. Die Bahnstrecke der sogenannten Ferlacher Bahn gehört heute der Gemeinde und wird vom Verein der NBiK im Nostalgieverkehr betrieben. Eine direkte Anbindung von Ferlach per Bahn ist jedoch immer wieder im Gespräch.
Ferlach ist ein Knotenpunkt für den öffentlichen Verkehr. In Ferlach kommen Buslinien von ÖBB-Postbus und des privaten Busunternehmens Juwan zusammen. Zudem wird der in Ferlach liegende Bahnhof Weizelsdorf durch die S-Bahn-Linie S3 bedient. Der direkte Busverkehr (Montag bis Freitag) von Klagenfurt nach Ferlach wurde im Zuge dieser Umstellung weitgehend eingestellt; lediglich einige Kurse am Morgen und am Abend werden noch mit Bussen bedient. An Wochenenden und Feiertagen verkehrt ausschließlich der Bus von Klagenfurt nach Ferlach.
- Postbus AG (ein Unternehmen der ÖBB)
  - Ferlach ↔ Klagenfurt (einige Kurse, sowie Samstag, Sonn- und Feiertag)
  - Ferlach ↔ Rosenbach
  - Ferlach ↔ Unterloibl ↔ Klagenfurt
  - Ferlach ↔ Feistritz im Rosental

- Juwan Kärntenbus
  - Ferlach ↔ Abtei
  - Ferlach ↔ Zell/Sele
  - Ferlach ↔ Bodental/Poden

Weiters wird im Sommer eine Linie zur Tscheppaschlucht und zurück geführt.
Der Flugplatz Ferlach-Glainach liegt etwa 2,5 km östlich des Zentrums von Ferlach in der Ortschaft Glainach.

## Politik

### Stadtrat und Bürgermeister
Der Stadtrat (Stadtregierung) besteht aus 7 Mitgliedern:
- Bürgermeister Ingo Appé (SPÖ)[20]
- 1. Vizebürgermeister Christian Gamsler (SPÖ)
- 2. Vizebürgermeisterin Monika Klengl (geb. Pajnogač) (SPÖ)
- Stadträtin Pia Mikel (SPÖ)
- Stadtrat Thomas Lausegger (SPÖ)
- Stadträtin Helga Seeber (ÖVP)
- Stadtrat Dominic Keuschnig (FPÖ)

### Liste der Bürgermeister von Ferlach
Ignaz Just, 1849–1872
Philipp Poschinger, 1872–1886
Johann Doujak, 1886–1904
Josef Ogris, 1904–1918
Johann Schaschl (1. Mal), 1918/19
Ludwig Borovnik, 1919/20
Johann Schaschl (2. Mal), 1920/21
Ignaz Weghofer, 1921–1928
Andreas Ebner, 1928–1934
Hans Richter, 1945/46
Josef Schönlieb, 1946–1950
Franz Lang, 1950–1958
Thomas Sorgo, 1958–1973
Anton Woschitz, 1973–1985
Helmut Krainer, 1985–2002
Ingo Appe, seit 2002

### Gemeinderat
| Der Gemeinderat von Ferlach hat 27 Mitglieder. \| Jahr \| SPÖ \| ÖVP \| FPÖ \| BZÖ \| GRÜNE \| VS/WG[A 1] \| VS/W \| GFA \| FBI \| WG/VS \| Link \| \| --------------------------------------------------------------- \| --- \| --- \| --- \| --- \| ----- \| ---------- \| ---- \| --- \| --- \| ----- \| ---- \| \| Gemeinderatswahl 1985 \| 15 \| 4 \| 1 \| - \| - \| - \| - \| - \| 6 \| 1 \| [21] \| \| Gemeinderatswahl 1991 \| 16 \| 3 \| 5 \| - \| - \| - \| - \| - \| 2 \| 1 \| [21] \| \| Gemeinderatswahl 1997 \| 15 \| 3 \| 6 \| - \| - \| - \| 2 \| 1 \| - \| - \| [22] \| \| Gemeinderatswahl 2003 \| 15 \| 4 \| 6 \| - \| - \| - \| 2 \| - \| - \| - \| [23] \| \| Gemeinderatswahl 2009 \| 14 \| 3 \| 1 \| 7 \| - \| 2 \| - \| - \| - \| - \| [24] \| \| Gemeinderatswahl 2015 \| 15 \| 5 \| 2 \| - \| 2 \| 3 \| - \| - \| - \| - \| [25] \| \| Gemeinderatswahl 2021 \| 16 \| 4 \| 3 \| - \| 1 \| 3 \| - \| - \| - \| - \| [26] \| \| Anmerkungen: 1. ↑ VS/GW ... Volilna Skupnost – Wahlgemeinschaft \| \| \| \| \| \| \| \| \| \| \| \| | Die zur Anzeige dieser Grafik verwendete Erweiterung wurde dauerhaft deaktiviert. Wir arbeiten aktuell daran, diese und weitere betroffene Grafiken auf ein neues Format umzustellen. (Mehr dazu) |     |     |     |       |       |      |     |     |       |        |
| Jahr | SPÖ | ÖVP | FPÖ | BZÖ | GRÜNE | VS/WG | VS/W | GFA | FBI | WG/VS | Link   |
| Gemeinderatswahl 1985 | 15 | 4   | 1   | -   | -     | -     | -    | -   | 6   | 1     | [ 21 ] |
| Gemeinderatswahl 1991 | 16 | 3   | 5   | -   | -     | -     | -    | -   | 2   | 1     | [ 21 ] |
| Gemeinderatswahl 1997 | 15 | 3   | 6   | -   | -     | -     | 2    | 1   | -   | -     | [ 22 ] |
| Gemeinderatswahl 2003 | 15 | 4   | 6   | -   | -     | -     | 2    | -   | -   | -     | [ 23 ] |
| Gemeinderatswahl 2009 | 14 | 3   | 1   | 7   | -     | 2     | -    | -   | -   | -     | [ 24 ] |
| Gemeinderatswahl 2015 | 15 | 5   | 2   | -   | 2     | 3     | -    | -   | -   | -     | [ 25 ] |
| Gemeinderatswahl 2021 | 16 | 4   | 3   | -   | 1     | 3     | -    | -   | -   | -     | [ 26 ] |
| Anmerkungen: 1. | |     |     |     |       |       |      |     |     |       |        |

### Wappen
Das zentrale Motiv des Ferlacher Wappens ist die Föhre, der Baum und die ihn näher kennzeichnenden Zapfen stehen für den Orts- bzw. den Gemeindenamen. Die überkreuzten Nägel spielen auf die Nagelschmieden an, die in Ferlach seit der frühen Neuzeit betrieben wurden, und das Gewehr und die Zielscheibe auf die Ferlach seit dem 16. Jahrhundert prägende Waffenherstellung.
Das Wappen wurde der Stadtgemeinde erstmals am 27. August 1960 verliehen, eine Neuverleihung erfolgte am 20. Juni 1973. Die amtliche Blasonierung des Wappens lautet:
„Roter Halbrundschild mit schwarzstämmigem grünen Föhrenbaum, rechts oben von zwei silbernen gekreuzten Nägeln, links oben von einem nach unten gerichteten silbernen Föhrenzapfen und links unten von einem silbernen Gewehr beseitet, von dessen Lauf eine silbern und schwarz konturierte rote Schützenscheibe überlegt ist.“
Die Fahne ist Rot-Grün mit eingearbeitetem Wappen.

## Persönlichkeiten
- Hans Schmidt von und zu Helding (1600–1669), Ahnherr der Ferlacher Büchsenmacherschaft
- Ignatz Jakob Hubmershofen von Silbernagl (* 1755), Gewerkeinhaber in Ferlach und Waidisch, Stifter der Kirchen in Dollich und Waidisch, Verteidiger des Loiblpasses gegen die Franzosen
- Jakob II. Peregin Paulitsch (* 27. April 1757), erster nichtadeliger Fürstbischof von Gurk
- Mathias Rulitz (1805–1880), Jurist und Politiker
- Anton Gregoritsch (1868–1923), Offizier, Maler, Kriegszeichner
- Stefan Singer (* 22. Dezember 1871), ehemaliger Dechant, Ehrendomherr in Kappel an der Drau, Historiker (Geschichte mehrerer Südkärntner Dekanate, 1934 und 1935) im Konzentrationslager Dachau im Bunker inhaftiert
- Hermann Poschinger (1886–1965), Lehrer und akademischer Maler
- Josef Friedrich Perkonig (1890–1959), Erzähler, Dramatiker, Autor von Hör- und Fernsehspielen, Filmproduzent, Lehrer sowie Ehrenbürger der Stadt Ferlach
- Edgar Geramb (1895–1967), Stadtpfarrer von 1932 bis 1967, Jugendpädagoge
- Ivan/Johann Doujak (1905–1943), Widerstandskämpfer gegen den Nationalsozialismus, hingerichtet am 29. April 1943 in Wien
- Peter Tschauko (1852–1904), Arzt, Weltreisender, Naturforscher und Sammler
- Johann Ciesciutti (1906–1997), Lyriker „Baraberdichter“, Ehrenbürger der Stadt Ferlach
- Josef Ribitsch (1908–1944), Widerstandskämpfer und Partisan
- Anton Woschitz (1925–2004), Schuldirektor, Bürgermeister und Abgeordneter zum österreichischen Nationalrat
- Odo J. Struger (1931–1998), Pionier in der industriellen Elektronik, maßgeblich an der Entwicklung der ersten Speicherprogrammierbaren Steuerung (SPS) beteiligt
- Ewald Kropfitsch (* 1934), Jurist
- Alfred Ogris (* Februar 1941), Univ. Dozent, bedeutender Historiker, ehemaliger Landesarchivdirektor von Kärnten
- Helmut Schmid (1942–2018), einer der bedeutendsten Typografen des 20. Jahrhunderts
- Thomas Partl (* ≈1947), Vorsteher des Bezirksgerichts Ferlach und Präsident des Kärntner Fußballverbands
- Wolfgang Petritsch (* 1947), Diplomat, Schriftsteller, seit 4. März 2008 Botschafter der Republik Österreich bei der OECD in Paris, früherer Hoher Repräsentant für Bosnien und Herzegowina, Ehrenbürger der Stadt Ferlach
- Andreas P. Pittler (* 1964), Schriftsteller, lebt seit 2020 in Ferlach
- Josef A. Schmid (* 1951), Automobilmanager, CEO von Mazda Motors Deutschland
- Alois Köchl (* 1951), Akademischer Maler, Träger des Goldenen Verdienstzeichen der Republik Österreich im Bereich Kultur, lebte bis 1987 ein Jahrzehnt lang in Unterbergen.[29]
- Sieglinde Winkler (* 1966), Skirennläuferin
- Marian Klopcic (* 1992), Handballspieler